# Gabriele Herrmann
Gabriele Herrmann (* 23. Oktober 1975 in Saarbrücken) ist eine deutsche Politikerin (CDU). Von 2018 bis 2022 war sie Abgeordnete im Landtag des Saarlandes.

## Leben und Wirken
Nach dem Erreichen der allgemeinen Hochschulreife an der Marienschule in Saarbrücken studierte Gabriele Herrmann ab 1995 Betriebswirtschaftslehre an der Universität des Saarlandes und schloss dieses Studium 2003 als Diplom-Kauffrau ab. Von 2004 bis 2005 war Herrmann Mitarbeiterin im Referat für Presse- und Öffentlichkeitsarbeit des Sozial- und Gesundheitsministeriums und anschließend bis 2006 Persönliche Referentin des Ministers für Wirtschaft und Arbeit, Hanspeter Georgi. Ab 2006 wechselte sie in das Ministerium für Wirtschaft, Arbeit, Energie und Verkehr, zuerst als Mitarbeiterin im Referat für „Gründung, Mittelstand, Handwerk, Handel, Dienstleistung, Kammern“, ab 2009 als Referentin im Referat für „Grundsatzangelegenheiten des Mittelstandes“ und zuletzt ab 2011 als stellvertretende Leiterin des Referats „Aus- und Weiterbildung, Fachkräftesicherung“.
1995 trat Herrmann in die Junge Union ein und ist seit 1998 Mitglied der Christlich Demokratischen Union Deutschlands (CDU), bei der sie verschiedene Funktionen wahrnahm. Seit 2007 ist sie stellvertretende Vorsitzende des CDU-Ortsverbandes Gersweiler und seit 2009 Beisitzerin im Kreisvorstand der CDU Saarbrücken-Stadt. Weiterhin war sie beim Bezirksvorstand der CDU Saarbrücken-West von 2005 bis 2015 Beisitzerin, von 2015 bis 2018 stellvertretende Vorsitzende und ist seit 2018 Vorsitzende des Bezirksverbandes. In den Jahren 2003 und 2004 war Herrmann Mitglied des Bezirksrates Saarbrücken-West und ist seit 2005 Mitglied des Stadtrates Saarbrücken.
Bei der Landtagswahl im Saarland 2017 trat Herrmann für die CDU auf Platz 6 der Wahlkreisliste des Wahlkreises Saarbrücken an, verpasste aber den Einzug ins Landesparlament nur knapp. Nach zunehmender politischer Isolation legte der ehemalige Landtagspräsident Klaus Meiser am 5. Dezember 2018 sein Landtagsmandat nieder. Für ihn rückte Gabriele Herrmann am 11. Dezember 2018 über die Wahlkreisliste nach. Für die CDU-Fraktion im Landtag war sie Mitglied im Ausschuss für Europa und Fragen des Interregionalen Parlamentarierrates, im Ausschuss Grubensicherheit und Nachbergbau, im Unterausschuss für Bauen und im Unterausschuss für Datenschutz und Informationsfreiheit. Bei der Landtagswahl 2022 verfehlte sie den Wiedereinzug in den Landtag.